# Маріо Пінедо
Маріо Пінедо (ісп. Mario Pinedo, нар. 9 квітня 1964, Ла-Пас) — болівійський футболіст, що грав на позиції півзахисника.
Виступав, зокрема, за клуби «Дестроєрс», «Орієнте Петролеро» та «Реал Санта-Крус», а також національну збірну Болівії.

## Клубна кар'єра
У дорослому футболі дебютував 1985 року виступами за команду «Дестроєрс», в якій провів сім сезонів, взявши участь у 150 матчах чемпіонату. Більшість часу, проведеного у складі «Дестроєрс», був основним гравцем команди.
Своєю грою за цю команду привернув увагу представників тренерського штабу клубу «Орієнте Петролеро», до складу якого приєднався 1993 року. Відіграв за команду із Санта-Крус-де-ла-Сьєрра наступний сезон своєї ігрової кар'єри. Граючи у складі «Орієнте Петролеро» також здебільшого виходив на поле в основному складі команди.
Протягом 1995 року захищав кольори клубу «Блумінг».
У 1996 році перейшов до клубу «Реал Санта-Крус», за який відіграв 3 сезони.  Завершив професійну кар'єру футболіста виступами за команду «Реал Санта-Крус» у 1999 році.

## Виступи за збірну
У 1985 році дебютував в офіційних матчах у складі національної збірної Болівії.
У складі збірної був учасником чемпіонату світу 1994 року у США.
Загалом протягом кар'єри в національній команді, яка тривала 10 років, провів у її формі 22 матчі, забивши 3 голи.